# ليوبولدشتات
ليوبولدشتات تُلفظ بالألمانية: [ˈleːopɔltˌʃtat]  ( سماع)؛ باللغة البافارية: Leopoidstod بمعنى «بلدة ليوبولد») هي المقاطعة الثانية في فيينا (بالألمانية: 2. Bezirk). تقع في قلب المدينة وتشكل مع بريجيتيناو "Brigittenau" (المقاطعة رقم 20) جزيرة كبيرة تحيط بها قناة الدانوب ومن الشمال نهر الدانوب. سميت باسم ليوبولد الأول، الإمبراطور الروماني المقدس. بسبب نسبة السكان اليهود العالية نسبياً (38.5 في المائة عام 1923، أي قبل الهولوكوست)، اكتسبت ليوبولدشتات لقب «جزيرة فطير الفِصح» (Mazzesinsel). كانت هذه خلفية مهمة في توأمة المقاطعة مع بروكلين عام 2007.

## توأمة مقاطعات
في عام 2007 دخلت بروكلين في توأمة محلية مع المقاطعة الفينيسية في ليوبولدشتات.

## سكان بارزون
- إلياس كانيتي (1905-1994)، كاتب
- كارل جيراسي، كيميائي ومؤلف
- فيكتور فرانكل (1905-1997)، طبيب أعصاب وطبيب نفسي، أحد الناجين من الهولوكوست
- سيغموند فرويد، محلل نفسي
- برنهارد غال، فنان وملحن
- تيودور هرتزل
- رودولف هيلفردينج
- لودفيج هيرش (1946-2011)، كاتب أغاني وممثل
- هنري كورنر (1915-1991)، رسام ومصمم جرافيك
- فريتز كريسلر (1875–1962)
- ليز مايتنر، عالمة
- روبرت ميناس (1954–) كاتب
- ريتشارد نيوترا (1892–1970)، مهندس معماري
- ألفريد بولجار (1873-1955)، كاتب
- آرثر شنيتزلر
- أرنولد شوينبيرج، ملحن
- ماكس شتاينر، مؤلف أفلام
- يوهان شتراوس الأب، ملحن
- يوهان شتراوس الابن، ملحن
- بيلي وايلدر (1906-2002)، مخرج ومنتج أفلام أمريكي
- الكسندر فون زيملينسكي، ملحن
- تيودور كرامر (1897–1958)، شاعر نمساوي